# الاپاد ادنیکن
الاپاد ادنیکن (انگلیسی: Olapade Adeniken؛ زادهٔ ۱۹ اوت ۱۹۶۹) ورزشکار دو و میدانی، و دونده اهل نیجریه است.